# Llevant Futbol Club
El Llevant Futbol Club  va ser un club de futbol de la Ciutat de València, fundat el 7 de setembre de 1909, i que va desaparèixer el 1939 al fusionar-se amb el Gimnàstic Futbol Club per tal de crear l'actual Llevant Unió Esportiva. Jugava a l'Estadi del Camí Fondo del Grau i vestia uniforme amb barres blanquinegres.

## Temporades
| Temporada | Divisió | Posició | Copa |
| --------- | ------- | ------- | ---- |
| 1929/30   | 3a      | 2       |      |
| 1930/31   | 3a      | 6       |      |
| 1931/32   | 3a      | 1       |      |
| 1932/33   | 3a      | 4       |      |
| 1933/34   | 3a      | 5       |      |
| 1934/35   | 2a      | 3       |      |
| 1935/36   | 2a      | 3       |      |

- 2 temporades a Segona Divisió
- 5 temporades Tercera Divisió

## Palmarès
- Copa de l'Espanya Lliure, torneig disputat durant la Guerra Civil Espanyola en la zona republicana.
- Campionat de València: 1927-28.
- Campionat de Llevant-Sud: 1934-35.

## Evolució de l'uniforme

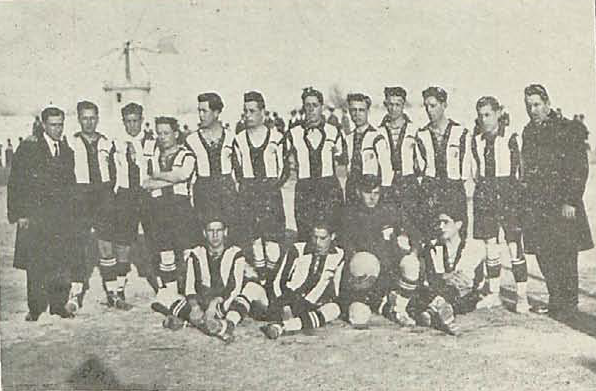
Llevant FC, 1923.

| 1910 - 1921 | 1921 - 1923 | 1923 - 1927 | 1927 - 1936 | 1936 - 1939 |